# Jean-Baptiste Joseph Delambre

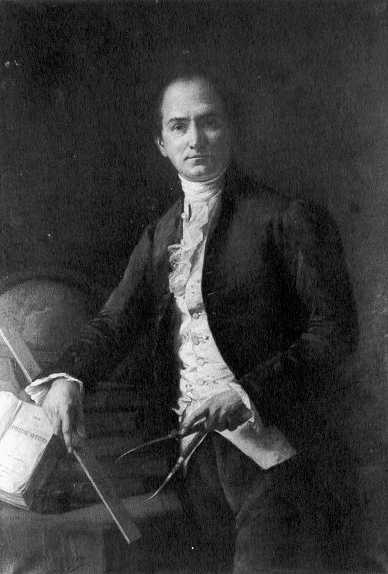
Jean-Baptiste Delambre

Jean-Baptiste Joseph Delambre (Amiens, 19 september 1749 – Parijs, 19 augustus 1822) was een Franse wiskundige en astronoom die vooral bekendheid verwierf door zijn waarnemingen en plaatsbepaling van de planeet Uranus en door zijn opmetingen van de afstand langs de meridiaan van Parijs tussen Duinkerke en Barcelona, die hij samen met Pierre Méchain uitvoerde tussen 1792 en 1798. Het resultaat van deze metingen zou dienen om een solide basis te leggen voor de definitie van de standaardmeter. Hij was ook een van de eersten die analytische methoden toepasten op het gebied van de sterrenkunde. Tevens is hij bekend door zijn publicatie van enkele belangrijke formules uit de boldriehoeksmeting.

## Kind met weinig toekomstmogelijkheden

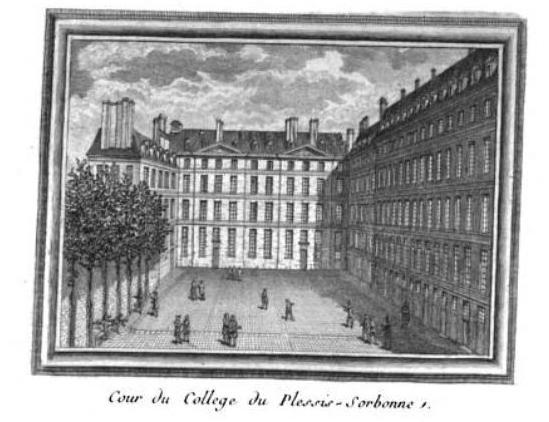
Het Collège du Plessis, waar Delambre studeerde

Delambre werd geboren als de oudste zoon van een lakenhandelaar. Toen hij 15 maanden oud was, werd hij getroffen door een besmetting met het pokkenvirus waardoor hij 17 dagen tussen leven en dood zweefde. Als gevolg van zijn ziekte werden vooral zijn ogen aangetast, zelfs in die mate dat hij zijn wimpers verloor. Tot zijn 20e jaar bleef zijn gezichtsvermogen erg zwak en kon hij moeilijk zonlicht verdragen. Zijn ouders zagen de toekomst van hun kind somber in. Uit angst blind te worden trachtte de jonge Delambre zo veel mogelijk kennis op te doen en verslond hij alles wat er onder zijn ogen kwam. Hij probeerde zoveel mogelijk gegevens te memoriseren en kon woordelijk hele pagina's uit een boek reproduceren.
Op het Jezuïetencollege te Amiens kreeg hij les van de geestelijke Jacques Delille, die hem opleidde in de dichtkunst en de klassieke talen. Delambre was niet alleen bezeten door de studie van Griekse en Latijnse literatuur, maar bestudeerde ook de moderne talen. Zo sprak hij vloeiend Italiaans, Duits en Engels. Zijn grondige kennis van deze laatste taal bracht hem er zelfs toe om een leerboek te publiceren met als titel Règles et méthodes faciles pour apprendre la lanque anglaise. Toen in 1764 de jezuïeten verplicht waren om Frankrijk te verlaten, kwamen er nieuwe leermeesters uit Parijs. Door toedoen van een van hen gaf Delambre zijn roeping om priester te worden op en besloot hij zijn opleiding in Parijs voort te zetten.
Dankzij een studiebeurs kon hij zijn klassieke studies als voorbereiding op een universitaire studie aan het Collège du Plessis beginnen. Een studiebeurs voor zijn toetreding tot de Parijse universiteit kon hij echter niet verwerven, omdat hij wegens zijn beperkte gezichtsvermogen de examenvragen van het ingangsexamen niet zonder fouten zou kunnen lezen.

## Man van uitzonderlijk wetenschappelijk talent

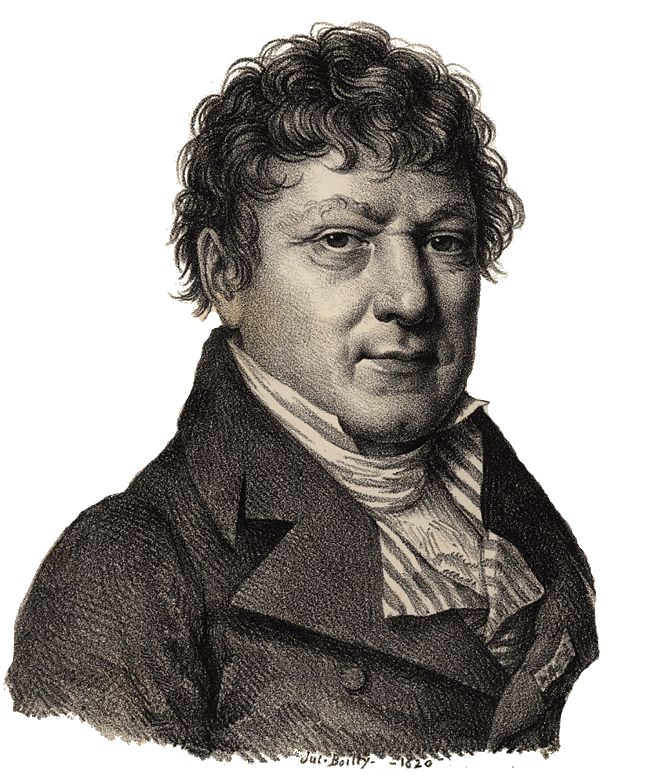
Delambre, door Julien Leopold Boilly (1796-1874) en Benjamin Holl (1808-1884)

Door deze tegenslag kon Delambre geen universitaire studie beginnen. Zijn ouders, die zonder beurs zijn studies niet konden betalen, maanden hem aan om terug naar Amiens te komen. Delambre verkoos echter om in Parijs te blijven en zelf te voorzien in zijn verdere opvoeding en onderhoud. Al gauw werd hij de privéleraar van de zoon van een edelman uit Compiègne. Hij was nu wel verplicht om zelf wiskunde te bestuderen om zijn leerling van een volledig leerprogramma te kunnen voorzien. Door zelfstudie werd hij al snel een expert in dit vak en toonde hij een bijzondere aanleg voor het rekenen.
In 1774 verliet Delambre Compiègne en keerde terug naar Parijs, waar hij de leermeester werd van de zoon van Jean-Claude Geoffroy d'Assy, Algemeen Ontvanger bij Financiën. Deze laatste ontfermde zich over Delambre en werd zijn beschermheer: hij verschafte hem onderdak, betaalde de studie die het mogelijk maakte de lessen sterrenkunde te volgen bij Jérôme Lalande en bouwde zelfs een sterrenwacht op de bovenste etage van zijn huis, zodat Delambre in staat was zelf waarnemingen te verrichten.
Lalande was onder de indruk over de prestaties van zijn leerling, en toen hij in 1783 een nieuwe medewerker zocht om waarnemingen te doen voor zijn nieuwe uitgave van de Traité d'astronomie benoemde hij Delambre tot zijn assistent. Door zijn eigen observaties van onder andere Mercurius was Delambre overtuigd geraakt dat de bestaande tabellen veel onnauwkeurigheden bevatte. Nadat hij een vergadering van de Académie des Sciences had bijgewoond, waarin Laplace zijn storingstheorie wereldkundig maakte, begon Delambre nauwkeurige waarnemingen te doen aan de planeet Uranus met het doel de theorie van Laplace te verifiëren.
In 1789 maakte de Académie bekend dat de Grote Prijs voor dat jaar zou worden toegekend voor de berekening van de exacte baan van Uranus. Het comité, bestaande uit Lalande en Méchain, kende zonder aarzeling de prijs toe aan Delambre. Rond die tijd was zijn sterrenwacht inmiddels uitgerust met de meest geavanceerde apparatuur uit die tijd en Delambre bracht er vele uren door om in 1792 zijn Tables du Soleil, de Jupiter, de Saturne, d'Uranus et des satellites de Jupiter te publiceren. In hetzelfde jaar kreeg Delambre voor de tweede keer de Grote Prijs van de Académie en werd hij geassocieerd lid van deze instelling. Hiermede werd zijn naam verbonden met het grote project dat de Académie van plan was uit te voeren.

## Moeizame bepaling van de meter

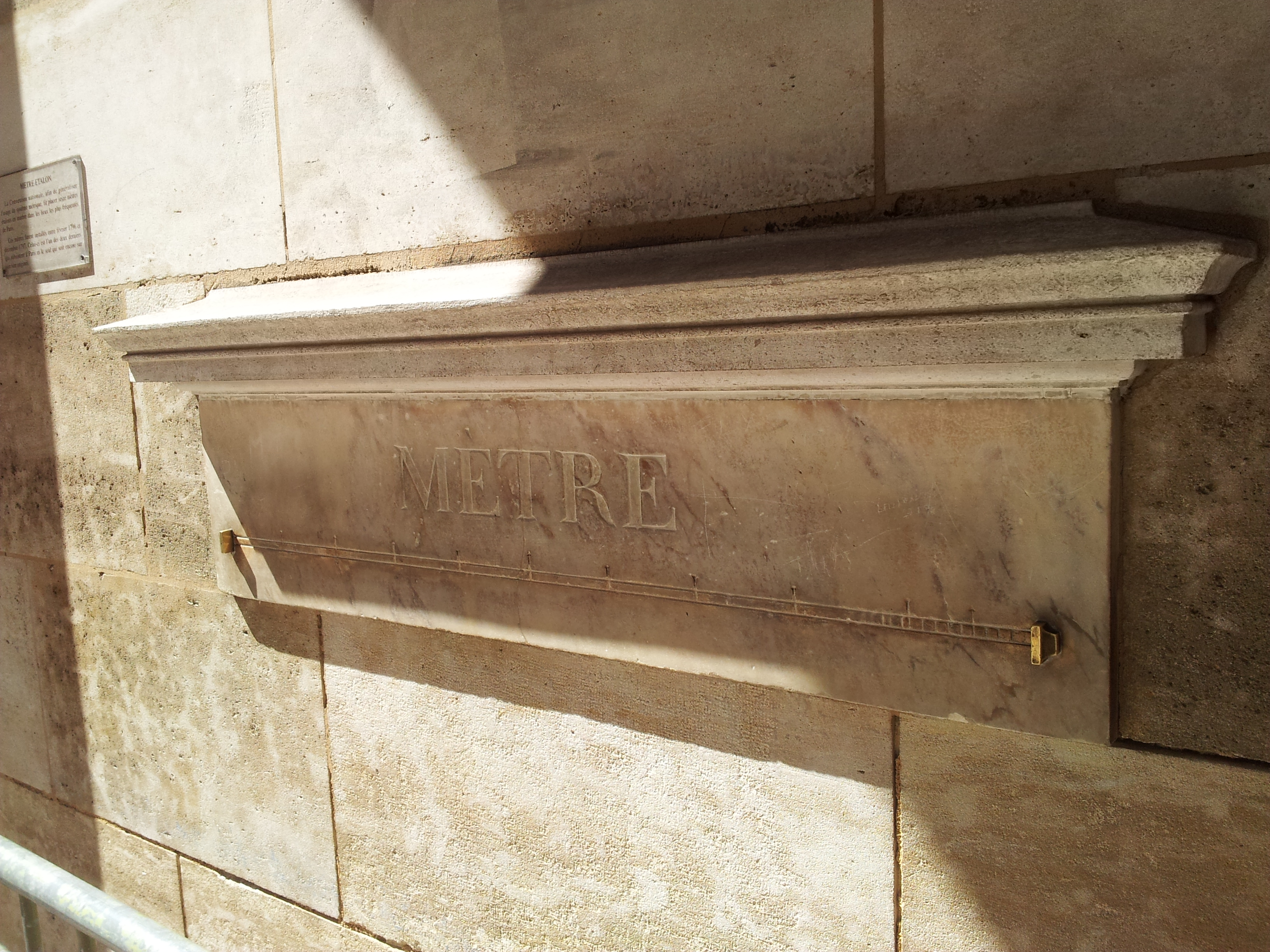
De eerste meter uit messing

De Académie des Sciences had al in 1790 een Commissie voor Maten en Gewichten opgericht bestaande uit de leden Borda, Condorcet, Laplace, Legendre en Lavoisier om advies te geven bij de invoering van een metrisch systeem voor maten en gewichten.
De standaardmeter werd door hen in een rapport van 19 maart 1791 gedefinieerd als het tien miljoenste deel van de afstand vanaf de noordpool tot aan de evenaar, gemeten over het aardoppervlak (dus de meridiaanboog), langs de meridiaan van Parijs. Alleen moest die afstand nog nauwkeurig worden opgemeten en de Académie belastte Pierre Méchain, Adrien-Marie Legendre en Jean-Dominique Cassini met deze taak.
Besloten werd het gedeelte van de meridiaan tussen Duinkerken en Barcelona door middel van triangulatie te meten, door gebruik te maken van een nieuw nauwkeurig instrument, de zogeheten repetitiecirkel van Borda. De meridiaan werd daartoe in twee ongelijke delen verdeeld, het eerste van Duinkerken tot Rodez en het tweede van Rodez tot Barcelona.
Het grotere, noordelijk deel was reeds in 1740 door de cartograaf Cassini de Thury nauwkeurig gemeten. Zijn zoon Jean-Dominique Cassini weigerde om de metingen van het noordelijke deel op zich te nemen ook al was hij een grote voorstander van het standaardiseringsproject. Op 5 mei 1792 werd deze opdracht dan ook toevertrouwd aan Delambre, terwijl Méchain zou zorg dragen voor de metingen van de zuidelijke sector. De uitvoering van het project kende ongemeen veel moeilijkheden, onderbrekingen en problemen, niet het minst omdat ondertussen niet alleen de Franse Revolutie, maar ook een oorlog met Spanje was uitgebroken. De triangulatiemethode vereiste ook nog nauwkeurige breedtegraadmetingen en een zeer nauwkeurige meting van een basislijn, die door Delambre in Melun, nabij Parijs, in april 1798 werd uitgevoerd.
Dit alles leidde ertoe dat Delambre pas in februari 1799 over zijn resultaten aan een internationale conferentie kon rapporteren en toen Méchain in juni van dat jaar hetzelfde deed, werd de standaardmeter bepaald als de lengte van een staaf van het corrosiebestendige platina, de zogenaamde mètre des Archives, bewaard in het Louvre in Parijs.
Details van het gehele project werden in drie delen van Base du système métrique décimale door Delambre gepubliceerd. In het eerste deel, gepubliceerd in 1806, staan naast de geschiedenis van het project ook de triangulatiegegevens. Het tweede deel, van 1807, bevat de gegevens van de nauwkeurige breedtegraadmetingen van Duinkerken en Barcelona en het derde deel, dat verscheen in 1810, behandelt de foutcorrecties en excentriciteit van de aarde.
In 1810 kon Delambre dan ook de parameters van een omwentelingsellipsoïde voorstellen die het nauwst aansluit bij de vorm van het aardoppervlak en die gediend heeft tot het opmaken van de kaart van Frankrijk. De aarde blijkt min of meer de vorm aan te nemen van een ellipsoïde met de volgende parameters:
Halve grote as :
{\displaystyle a=6.376.989\ [{\text{m}}]}
Afplatting:
{\displaystyle \alpha ={\frac {a-b}{a}}={\frac {1}{308{,}6}}}
Hierin is {\displaystyle b} de halve kleine as van de referentie-ellipsoïde (zie vorm van de Aarde).

## Voltooiing van een carrière

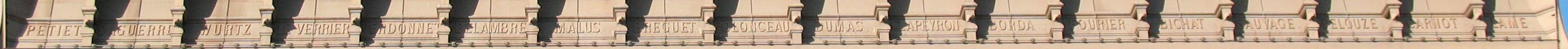
Vermelding van DELAMBRE op de Eiffeltoren

In 1795 werd Delambre toegelaten tot het Bureau des longitudes, waarvan hij in 1800 de voorzitter werd. In 1801 werd hij verder benoemd tot secretaris van de Académie des Sciences en in 1803 werd hij levenslang benoemd tot secretaris van de wiskundige wetenschappen. In 1804, na de dood van Méchain, werd hij hoofd van het Parijse observatorium. In 1807 verkreeg hij de leerstoel sterrenkunde aan het Collège de France in Parijs, als opvolger van zijn vroegere leraar Jérôme Lalande. Hij werd in 1808 ook benoemd tot thesaurier van de Keizerlijke Universiteit.
In 1809 vroeg Napoleon aan de Académie des Sciences een prijs uit te reiken voor de beste wetenschappelijke verhandeling van de laatste tien jaar. Die prijs ging naar Delambre voor zijn werk over de meridiaan. Verder werd hij nog met vele eervolle titels overladen, waaronder in 1821 de titel van Officier van het Legioen van Eer.
In het laatste deel van zijn leven werd Delambre meer en meer geboeid door de geschiedenis van de wiskunde en de astronomie. Deze interesse resulteerde in de publicatie van Rapport historique sur le progrès des sciences mathématiques depuis 1789 en in de publicatie van het tweedelige werk Histoire de l'astronomie ancienne in 1817, dan de Histoire de l'astronomie du moyen âge in 1819 en het tweedelige werk Histoire de l'astronomie moderne in 1821.
Ter nagedachtenis van Delambre werd een maankrater met een diameter van 54 kilometer naar hem genoemd, die gelegen is op de zuidwestelijke rand van Mare Tranquillitatis. Hij is een van de 72 Fransen wier namen in reliëf op de Eiffeltoren zijn aangebracht.

## Belangrijkste astronomische werken
- Base du système métrique, 1806-1810
- Abrégé d'astronomie, 1813
- Traité complet d'astronomie théorique et pratique, 1814
- Histoire de l'astronomie, in drie delen (de oudheid, de middeleeuwen en de moderne tijd), 1817-1827, 5 volumes